# Hymenodiscus monacanthus
Hymenodiscus monacanthus is een zeester uit de familie Brisingidae.
De wetenschappelijke naam van de soort werd in 1920 als Brisingella monacantha gepubliceerd door Hubert Lyman Clark. Bij het materiaal waarop de originele beschrijving gebaseerd was, en dat bestond uit slechts twee armen, ontbrak de centrale schijf, zodat het aantal armen van het intacte dier onbekend was. Het materiaal was omhooggehaald van een diepte van 2222 vadem (4064 meter) bij Peru, 111 mijl (206 kilometer) westelijk van Punta Aguja.